# Moulin à eau de la Grande Barbue
 (janvier 2012).
Pour les articles homonymes, voir Moulin à eau (homonymie).
Le Moulin à eau de la Grande Barbue est situé à Saint-Césaire, dans la région de la Montérégie. Il est l'un des derniers moulins à eau du Québec. Il a été cité monument historique en 2009.

## Identification
- Noms du bâtiment : Moulin à eau de la Grande Barbue[1] ou Moulin à eau de Jean Leclerc ou Moulin des Quatre-Lieux[2]
- Adresse civique : 157, rang de la Grande-Barbue
- Municipalité : Saint-Césaire
- Lot cadastral : 1 593 942
- Rivière : Barbue
- Propriété : privée

## Construction
- Date de construction : 1829 et 1855
- Nom du constructeur : Philippe Foisy, habitant du rang des Quarante de Chambly
- Nom du propriétaire initial : Philippe Foisy (1829) et Antoine Robert (1855)

## Histoire
- Évolution du bâtiment :

- Propriétaires :
  - 1829-... : Philippe Foisy
  - 1854-1870 : L’honorable Mondelet, juge de la Cour supérieur de Trois-Rivières
  - 1870-1870 : Louis Dubreuil, banquier de Saint-Césaire, le 9 décembre 1870, qui revend le moulin le même jour
  - 1870-1901 : Georges Angers
  - 1901-1919 : Philippe Angers, fils du précédent
  - 1919-1955 : Georges-Henri Angers, fils du précédent
  - 1955-1976 : René Angers, fils du précédent
  - 1976-2023 : Jean Leclerc, comédien et metteur en scène
  - 2023- : Nouveaux propriétaires

- Meuniers :

- Transformations majeures :
  - 1829 : Le moulin est construit en bois, sur solage de pierres.
  - 1855 : Le moulin est reconstruit en pierres et des machines à carder la laine sont ajoutées aux moulanges. Le contrat est exécuté par Antoine Robert pour la somme de 670 louis.
  - Après 1955 : La roue à godets sera remplacée par des moteurs diesel puis par l’électricité.
  - Début des années 1970 : Le moulin cesse de faire farine.
  - après 1976 : Le moulin est transformé en résidence privée[3].

Le moulin a été cité monument historique par la ville de Saint-Césaire le 8 décembre 2009.

## Mise en valeur
- Constat de mise en valeur : La moulin et le site ne sont pas ouverts au public.
- Site d'origine : Oui
- Constat sommaire d'intégrité : Moulin transformé en résidence privée.
- Responsable : Propriétaire.